# Scarlet Traces
Scarlet Traces is Britse stripreeks uit het steampunk genre, geschreven door Ian Edginton en getekend door D'Israeli. Er verschenen twee albums en het eerste heeft tevens dezelfde naam als de reeks. Dat album verscheen in 2002. Het vervolgScarlet Traces: The Great Game verscheen in 2006.
Het verhaal is in zijn geheel een vervolg op H.G. Wells’ sciencefictionroman The War of the Worlds. Van de roman zelf maakten Edginton en D'Israeli's in 2006 ook een stripversie getiteld H.G. Wells' The War of the Worlds. Deze stripversie van de roman kan worden gezien als prequel op Scarlet Traces, aangezien enkele personages uit Scarlet Traces in deze strip te zien zijn. De strip werd voor het eerst in 2005 gepubliceerd als webcomic op de website van Dark Horse Comics.

## Verhaal

### Scarlet Traces
Het eerste verhaal speelt zich af in 1908. Scarlet Traces gaat ervan uit dat na de dood van de Martianen, de Britten de achtergebleven Martiaanse technologie leerden beheersen en hiermee economische en politieke dominantie over de wereld hebben verkregen. Het verhaal begint ongeveer 10 jaar na de Martiaanse invasie op Aarde. In de donkere steegjes van Londen duiken opeens lijken op. Majoor Robert Autumn DSO en zijn dienaar Sergeant Arthur Currie beginnen te zoeken naar de daders. Robert Autumn wordt neergezet als een traditionele victoriaanse held, eervol en dapper, maar bepaalt niet thuis in het nieuwe technologisch geavanceerde Engeland. Het verhaal heeft een grimmige climax, waarin deugd niet zegeviert.

### Scarlet Traces: The Great Game
Het vervolg speelt zich af eind jaren 30. Hierin gaat de tegeninvasie van Mars niet echt gunstig. Het hoofdpersonage in het verhaal is de aristocratische jonge fotograaf Charlotte Hemming. Ze wordt gered van de meedogenloze agenten van de steeds corruptere Britse overheid door een nu oude Robert Autumn. Hij geeft haar een gevaarlijke opdracht: ze moet naar Mars gaan om het duistere geheim achter de oorlog te onthullen.

## Publicatiegeschiedenis
De originele Scarlet Traces werd gemaakt als een gedeeltelijk getekende serie voor de nu opgeheven website Cool Beans World. In een interview voor 2000AD Review zei Edginton dat de Cool Beans versie in vele opzichten als een kleine film zou worden. Het had muziek en geluidseffecten. De website ging echter uit de lucht voordat het werk voltooid was.
Toen Cool Beans ophield was de strip voor 75% compleet. Ian Edington slaagde erin de ongepubliceerde strip te verkopen aan Rebellion's Judge Dredd Megazine als een herdruk.
D'Israeli maakte van Scarlet Traces een traditioneel stripboek. Deze versie werd in 2002 uitgegeven in de Judge Dredd Megazine delen 4.16, 4.17 en 4.18. In 2003 werd de strip omgezet tot zijn eigen vierdelige miniserie door Dark Horse Comics, en uitgegeven in augustus 2003 (ISBN 1-56971-940-3). In het eerste verhaal hebben de Londense taxikoetsen en Household Cavalerie hun paarden vervangen door mechanische apparaten met spinachtige poten. Verder worden huizen worden verwarmd en verlicht door gemodificeerde versies van de hittestraal. 
Het tekenwerk toont een beeld van futuristische apparaten in begin 20e eeuw.